# Башта, Ярослав
Ярослав Башта (чеш. Jaroslav Bašta; 15 мая 1948, Пльзень, Пльзень-город — 7 апреля 2024) — чешский политический деятель и дипломат, археолог, диссидент, политзаключенный и подписант Хартии 77. Был чрезвычайным и полномочным послом Чехии в России и Украине.

## Биография
Родился 15 мая 1948 года в Пльзени. Получил среднее образование в гимназии города Жатец. После два года работал на фабрике электрофарфора в Лоуни. Окончил Философский факультет Карлова университета по направлению исторической археологии. Во время учёбы участвовал в студенческом леворадикальном оппозиционном «Движении революционной молодёжи» (чеш. Hnutí revoluční mládeže), за что был арестован в 1970 году и приговорен к 2,5 годам лишения свободы в 1971 году. Однако был освобождён уже в 1972 году. До 1988 года он работал на госпредприятии «Строительство автомобильных и железных дорог» разнорабочим, а в 1988—1989 годах — техником.
В декабре 1976 года подписал «Хартию-77», принимал активное участие в правозащитном движении, печатался в подпольной газете «Письма», в журнале «Показания» и в самиздате. В 1980-е годы занимался научной деятельностью, опубликовал более 130 статей по археологии в ряде журналов Чехословакии и ГДР.

### Политическая деятельность (1989—2000)
Вскоре после Бархатной революции он выиграл конкурс на должность директора районного музея Пльзень-Север. Но затем поступил на работу в Управление по защите конституции и демократии в качестве директора отдела.
В 1990—1991 годах был заместителем директора государственной службы безопасности ЧСФР, а в 1991—1993 годах был председателем Независимой комиссии Министерства внутренних дел (люстрационная комиссия).
С 1993 года стал сотрудничать с Чешской социал-демократической партией (ČSSD) как председатель комиссии по безопасности, в конце 1994 года стал членом Чешской социал-демократической партии.
С 1993 до 1996 года — занимался предпринимательской деятельностью в области строительных и проектных работ, принимал участие в нескольких международных проектах по проблемам преодоления последствий прошлого.
На парламентских выборах в 1996 году был избран депутатом Палаты депутатов. Был председателем Постоянной комиссии по контролю за деятельностью «BIS» (Служба безопасности и информации — контрразведка), заместителем председателя Комитета по обороне и безопасности, был членом Постоянной делегации Чехии в НАТО и членом Организационного комитета.
На досрочных парламентских выборах в 1998 году был избран депутатом Палаты депутатов. С 1998 по 2000 год был министром без портфеля в правительстве Милоша Земана. В частности, в правительстве он курировал противокоррупционную акцию «Чистые руки». После ухода с министерской должности он несколько месяцев занимал пост члена парламентского комитета по обороне и безопасности. Сложил свой мандат в сентябре 2000 года.

### Дипломатическая деятельность (2000—2010)

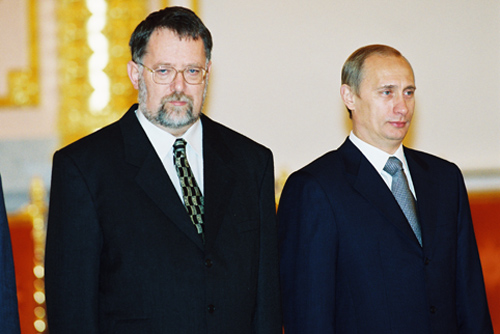
Ярослав Башта и Владимир Путин во время вручения верительных грамот (9 ноября 2000 г.)

С 2000 по 2005 год был чрезвычайным и полномочным послом Чехии в России. Затем в период с 2005 по 2007 год был заместителем министра иностранных дел Чехии. С 2007 до 2010 года был чрезвычайным и полномочным послом Чехии в Украине. Официально покинул посольскую миссию в связи с состоянием здоровья. Во время его пребывания в Украине была раскрыта афера о мошенничестве и взяточничестве при выдаче чешских виз в Украине. В 2009 году деятельность Башты расследовала чешская антикоррупционная полиция.

### Возвращение в политику (2019—2024)
В 2019 году покинул ряды партии чешских социал-демократов. Впоследствии возглавил на выборах в Европарламент избирательный список движения «Безопасность, ответственность, солидарность» (BOS). Вскоре вступил в движение, в октябре 2019 года стал заместителем председателя, в январе 2020 года стал первым заместителем председателя движения. В ноябре 2020 года был избран председателем движения.
На парламентских выборах 2021 года был лидером избирательного списка правопопулистского движения Свобода и прямая демократия (SPD) в Пардубицком крае. Получил 717 преференциальных голосов и был избран депутатом. Впоследствии вступил в движение.
В сентябре 2022 года движение выдвинуло его своим кандидатом на президентских выборах 2023 года. Министерство внутренних дел зарегистрировало его кандидатуру, которую поддержали 20 депутатов движения, включая самого Башту. Его кандидатуру поддержали председатель движения националистического и национально-консервативного характера «D.O.S.T» Петр Бахник, председатель партии «Триколора» Зузана Майерова, бывший пресс-секретарь Вацлава Клауса Петр Гаек, медиа-аналитик Ладислав Якл, конституционный юрист Зденек Коуделка, бывший армейский офицер Марек Обртел, председатель движения «Альянс национальных сил» Владимира Витова и музыкант, неудачный кандидат в президенты в 2018 году и председатель партии «Rozumní» Петр Ганниг.
Согласно предвыборным опросам, в декабре 2022 года он мог набрать около 3 % голосов. В своей избирательной кампании Башта заявлял, что хотел бы защищать «Свободу и социальный мир», критиковал «COVID-тоталитаризм», критиковал украинское правительство и президента и предлагал скорейшее начало мирных переговоров. Также заявлял что распустит правительство Петра Фиалы, несмотря на то, что согласно Конституции Чехии президент не имеет таких полномочий.
На выборах он занял пятое место с 248 375 голосами (4,45 %) и не прошел во 2-й тур. Отказался поддерживать ни одного из кандидатов во втором туре выборов и ещё до объявления результатов первого тура выборов заявил, что если не пройдет во второй тур, то придет на выборы, но бросит белый лист вместо бюллетеня в урну для голосования.

## Болезнь и смерть
С марта 2023 года и до своей смерти он не участвовал в заседаниях Палаты депутатов из-за серьёзных проблем со здоровьем. В конце мая 2023 года СМИ сообщили, что Башта был госпитализирован в тяжёлом состоянии в одну из пражских больниц и помещён в состояние искусственного сна. Позднее, в середине июля 2023 года, СМИ сообщили, что Башта прошёл курс химиотерапии, дышит с помощью аппаратов и, по оценкам, после медицинских процедур не мог говорить. Тем не менее, он не сложил мандат и получал все положенные депутатские выплаты и субсидии.
Скончался 7 апреля 2024 года после продолжительной болезни в возрасте 75 лет.